# Жабка (Флорештський район)
Жабка (рум. Japca, Жапка) — село у Флорештському районі Молдови, адміністративний центр однойменної комуни, до складу якої також входить село Бурсук. Розташоване на правому березі Дністра приблизно за 160 км на північ від Кишинева.
У районі села розташований геопалеонтологічний пам'ятник «Скеля Жапка», джерело з мінеральною водою, пейзажні заповідники Рашків і Валя Адинке, античні оборонні укріплення і палеонтологічні стоянки в Сокола і Рашків.
У селі знаходиться жіночий монастир, заснований у XVII столітті.